# The Warlords
The Warlords, Los señores de la guerra, anteriormente conocida como Los Hermanos de Sangre, es una película de guerra épica de 2007 dirigida por Peter Chan y protagonizada por Jet Li, Andy Lau, Takeshi Kaneshiro y Xu Jinglei. La película fue estrenada el 13 de diciembre de 2007 simultáneamente en la mayor parte de Asia, excepto en Japón. La película está ambientada en la década de 1860, durante la Rebelión Taiping a finales de la dinastía Qing en China y se centra en la hermandad jurada de tres hermanos.

## Argumento
La película se desarrolla en China en la década de 1860, durante la Rebelión de Taiping. Se basa en el asesinato de Ma Xinyi en 1870. Al principio, hay una batalla entre leales y rebeldes, durante la cual todos los leales, abandonados por las fuerzas del comandante, son asesinados, excepto Qingyun, el general. Qingyun va a un pueblo cercano donde los habitantes, liderados por dos hombres, Erhu y Wuyang, se dedican al bandidaje. Ofrece su ayuda en la ejecución de una incursión contra un convoy rebelde, que tiene éxito. Sin embargo, un ejército leal asalta la aldea poco después y se apodera del botín. Alrededor de este tiempo, Qingyun comienza una aventura con Lian Sheng, la esposa de Erhu.
Como los aldeanos son pobres y se mueren de hambre, Qingyun los convence de luchar contra los rebeldes como una banda de guerra leal e independiente para saquear el botín rebelde y los suministros para sí mismos. Erhu y Wuyang desconfían de Qingyun, por lo que los tres realizan un juramento de sangre donde, bajo el dolor de la muerte, prometen cuidarse como hermanos. La banda de guerra gana una serie de victorias. Qingyun se vuelve ambicioso y se prepara para atacar a Suzhou y Nanjing, que cree que serán campañas rápidas. Sin embargo, el gobierno teme la creciente influencia de Qingyun y decide negar refuerzos y provisiones. Como resultado, el ataque a Suzhou se convierte en un asedio de un año, y la banda de guerra se queda sin alimentos y suministros.
Erhu intenta matar al comandante enemigo escondiéndose en la ciudad disfrazado. Por lo que puede observar, la ciudad también está casi sin provisiones. Es capturado rápidamente, pero para su sorpresa, el comandante enemigo ya estaba planeando rendirse y permite que Erhu lo mate; a cambio, le pide a Erhu que prometa salvar la vida de sus tropas (de las cuales dice que son 4.000 hombres) y la vida de los civiles bajo su control. Sin embargo, después de obtener solo 10 días de provisiones de un comandante rival, Qingyun se niega a cumplir el acuerdo debido a la falta de alimentos y mano de obra para mantener tantos prisioneros. Se produce una breve disputa, después de la cual Qingyun detiene temporalmente a Erhu para evitar que interfiera. Los prisioneros están encerrados en el patio del palacio y masacrados con flechas desde lo alto de las paredes. Amargado, Erhu considera la deserción.
Nanjing es fácil de tomar, y Qingyun, a cambio de su gran éxito, recibe el cargo de gobernador de Nanjing. Qingyun continúa presionando por su agenda social, solicitando (y recibiendo) a la emperatriz viuda 3 años de desgravación fiscal para su provincia (que hasta hace poco estaba en manos rebeldes) para recuperarse de la guerra. Mientras Qingyun espera su inauguración, intenta hacerse amigo de otros miembros de la aristocracia y la burocracia gubernamental. Erhu, sin embargo, se ha cansado de la guerra y hace cosas inapropiadas, como repartir el pago de bonificaciones sin permiso. A medida que los rumores se extendieron entre la aristocracia imperial sobre su falta de control sobre sus subordinados (particularmente Erhu), Qingyun organiza a regañadientes el asesinato de Erhu, temiendo una pérdida de reputación y la posible pérdida de su capacidad para implementar el cambio social. 
Wuyang, después de descubrir la traición de Qingyun y el romance de éste con la esposa de Erhu, cree que el asesinato fue el resultado del asunto y reacciona matando a Lian Sheng. Después de descubrir el cuerpo de Erhu, Wuyang, aún sin saber que Qingyun recibió órdenes de acabar con Erhu, intenta matar a Qingyun en su inauguración como gobernante, pero no puede derrotarlo. Luego se revela, a través de un flash-back que muestra a algunos miembros de alto rango de la burocracia gubernamental comentando que la inauguración para el nombramiento de Qingyun como gobernador era falso y que el verdadero deseo del gobierno era asesinar a Qingyun por ganar demasiada influencia tan rápidamente. En este punto, un soldado del gobierno aparece detrás de Qingyun en un tejado y le dispara en la espalda, disfrazando sus disparos con las descargas de cañones preparadas para la inauguración. Al darse cuenta de que ha sido traicionado, un Qingyun herido de muerte le permite a Wuyang cumplir su juramento de sangre al matarlo. El gobierno luego enmarca a Wuyang por el asesinato y se prepara para ejecutarlo. La película termina con Wuyang observando que "Morir es fácil. Vivir es más difícil".

## Reparto
- Jet Li ........................... General Pang Qingyun
- Andy Lau ..................... Zhao ErHu
- Takeshi Kaneshiro ...... Jiang Wuyang
- Xu Jinglei .................... Lian Sheng